# 德田恐龍
德田恐龍（日语：／ Tokuda Zaurusu，1958年12月1日—2006年3月23日），日本漫畫家、3DCG插畫家。男性。出身於神奈川縣橫濱市。J-Mac理事。

## 人物、簡歷
德田恐龍因對機器的熱愛，曾經在一家汽車經銷店工作，但他辭去了工作，開始追求漫畫家的職業。他也喜歡騎摩托車、駕駛CHEVROLET的小型護衛艦和Fleetlines。
1980年代，他在擔任櫻多吾作的助手後，成為了當時使用《快樂快樂月刊》編輯部提供的寫作室的常規漫畫家之一，幫助各作家創作手稿。他也曾為《快樂快樂》的專題文章頁面創作插畫。
約1984年，決定在《快樂快樂》漫畫中展示新開發的迷你四輪驅動賽車。當時，有正在尋找適合繪製新類型畫作的「沒有連載經驗的新人」，於是便邀請了他。由於他的出身和對機械的熱愛，他接受了邀請，在致力於迷你四驅車的研究後，於1987年開始連載《衝鋒四驅郎》。
1987年發生的其他事件包括：
- 負責《快樂快樂》雜誌《[b]》從4月號到隔年3月號每期的遙控車技術說明頁的插圖繪製。
- 以暑假特刊單行本《[5]》作為漫畫家首次亮相。
- 繼該雜誌11月號的連載故事《[6]》之後，他的第1部連載作品《衝鋒四驅郎》於12月號開始連載。

出道時他的私生活懶散，房間裡堆滿了垃圾，幾乎沒有足夠的空間走路。因為家境貧寒，他很少有機會去公共浴室，但在帶著《四驅郎》第1話的原稿去田宮督夫的事務所之前，有傳聞說，為了不顯得失禮，他在寒冷的秋天下在公園的噴泉裡洗澡。
《四驅郎》連載開始後，他在雜誌上舉辦了「迷你四驅車設計大賽」，並親自審查了投稿的作品，但他表示「如果設計不能讓人騎，就不能算是迷你四驅車」，並且考慮到了設計作為交通工具的實用性。值得一提的是，當時被錄取的應募者之一是當時還是中學生的武井宏之，他在德田去世後連載《超衝鋒四驅郎》。
由於迷你四驅的成功，他開始從他的漫畫和他自己設計的迷你四驅中獲得版稅，他喜歡上了當時還處於起步階段的3DCG，並有足夠的經濟能力購買價值約200萬日圓的設備。此外，還有一則軼事說，在那個時候，他無法在截稿日期前完成原稿，因此他透過在簽名會上當著孩子們的面前畫完剩餘的原稿來度過難關，他稱之為「現場寫作」，並同時簽名。
同時，他除了平常吃得很多之外，身體也因為暴飲暴食而開始變得肥胖。他還是個很挑食的人，討厭蔬菜，甚至會把洋蔥留在牛肉碗裡。1992年1月28日，他突然病倒，昏迷35天，病危20天，左腿癱瘓。目前正在連載的《四驅郎》也處於休載狀態。同年5月5日他回歸。
此後，他一邊去醫院休養，一邊繼續創作各種漫畫和插畫，但在2006年3月23日凌晨再次昏倒，並於當天凌晨3時5分在一家醫院因急性心臟衰竭去世。享年47歳。葬禮在日本基督教教會鶴見教堂舉行。
他的妻子是插畫家德田吉扎貝。

## 作品列表
- 衝鋒四驅郎—單行本，小學館〈瓢蟲Comics〉，全14冊。該作品也被改編成電視動畫，他為動畫中以自己為原型的角色配音。
- 真衝鋒四驅郎（日语：真ダッシュ!四駆郎）—僅限海報和傳單。未完。
- 風之車手俠（日语：風のレーサー侠）—單行本，小學館〈瓢蟲Comics〉，全1冊
- 風之車手俠 外傳—僅限海報和傳單。
- 衝刺少年天（日语：ダッシュボーイ天）—單行本，小學館〈瓢蟲Comics Special〉，全2冊
- —前篇刊載於《別冊CoroCoro Comic Special》1994年12月號（第64號），後篇刊載於1995年2月號（第65號）。該雜誌刊登了《爆走兄弟 Let's & Go！》和《GO！GO！迷你四驅》等多部迷你四驅漫畫，而德田的口號標語是「元祖迷你四恐龍」。

## 助手
- 樫本學（日语：樫本学ヴ）
- 青木孝夫
- 今賀俊（日语：今賀俊）

## 腳註